# Thomasettia
Thomasettia is een monotypisch geslacht van spinnen uit de  familie van de jachtkrabspinnen (Sparassidae).

## Verspreiding en leefgebied
Dit geslacht is endemisch op de Seychellen, een archipel ten noorden van Madagaskar in de Indische Oceaan.

## Soort
- Thomasettia seychellana Hirst, 1911